# Weiding (Cham)
Weiding è un comune tedesco di 2 592 abitanti, situato nel land della Baviera.